# Use Your Illusion I (video)
Use Your Illusion I é um VHS/DVD ao vivo da banda de rock Guns N' Roses. Filmado ao vivo no Tokyo Dome, em Tóquio no Japão em 22 fevereiro de 1992 durante a etapa japonesa da turnê Use your illusion, este recursos de gravação do primeiro semestre do show, a segunda metade aparecendo em volume irmã Use Your Illusion II. Os títulos de VHS foram distribuídos pela Geffen Home Video, em 1992.
As músicas "Pretty Tied Up", "Don't Cry, ea segunda parte de" Patience "a partir deste evento foram utilizados na faixa de 1999 o álbum ao vivo Live Era: '87-'93.

## Faixas
1. Introdução - "Tokyo! Banzai motherfuckers! From Hollywood... Guns And Roses!"
2. Nightrain
3. Mr. Brownstone
4. Live And Let Die
5. It's So Easy
6. Bad Obsession
7. Attitude
8. Pretty Tied Up
9. Welcome To The Jungle
10. Don't Cry
11. Double Talkin' Jive
12. Civil War
13. Wild Horses
14. Patience
15. November Rain

Este DVD traz a primeira parte do concerto do Guns N’ Roses realizado em Tóquio, em fevereiro de 1992, pela Use Your Illusion Tour. No Brasil, o DVD pode ser encontrado com duas capas diferentes: a original e a amarela, da DVD Total, que possui legendas em português.

## Créditos
UZI Suicide an original production of TDK Core Co., Ltd. and Japanese Satellite Broadcasting

### Artistas
Guns N' Roses:
- Axl Rose - Vocais, Piano
- Slash - Guitarra solo
- Duff McKagan - Baixo, Backing Vocals
- Dizzy Reed - Teclado, Percussão e Backing Vocals
- Matt Sorum - Bateria
- Gilby Clarke - Guitarra-base, Backing Vocals

Digressão:
Trompetes
- Cece Worrall-Rubin
- Lisa Maxwell
- Anne King

Backing Vocals
- Tracey Amos
- Roberta Freeman

Teclado e Backing Vocals
- Ted Andreadis

### Produção
- Diretor: Paul Becher
- Produtores: Shuji Wakai, Tsugihiko Imai, Tamamatsu Kuwata, Ichiro Misu, Yasumi Takeuchi, Noboru Shimasaki, Reiko Nakano, Shigeo Iguro
- Light Design: Phil Ealy
- Engenharia Acústica: David Kehrer, Jim Mitchell
- Diretor de Arte: Kevin Reagan